# Fulcanelli

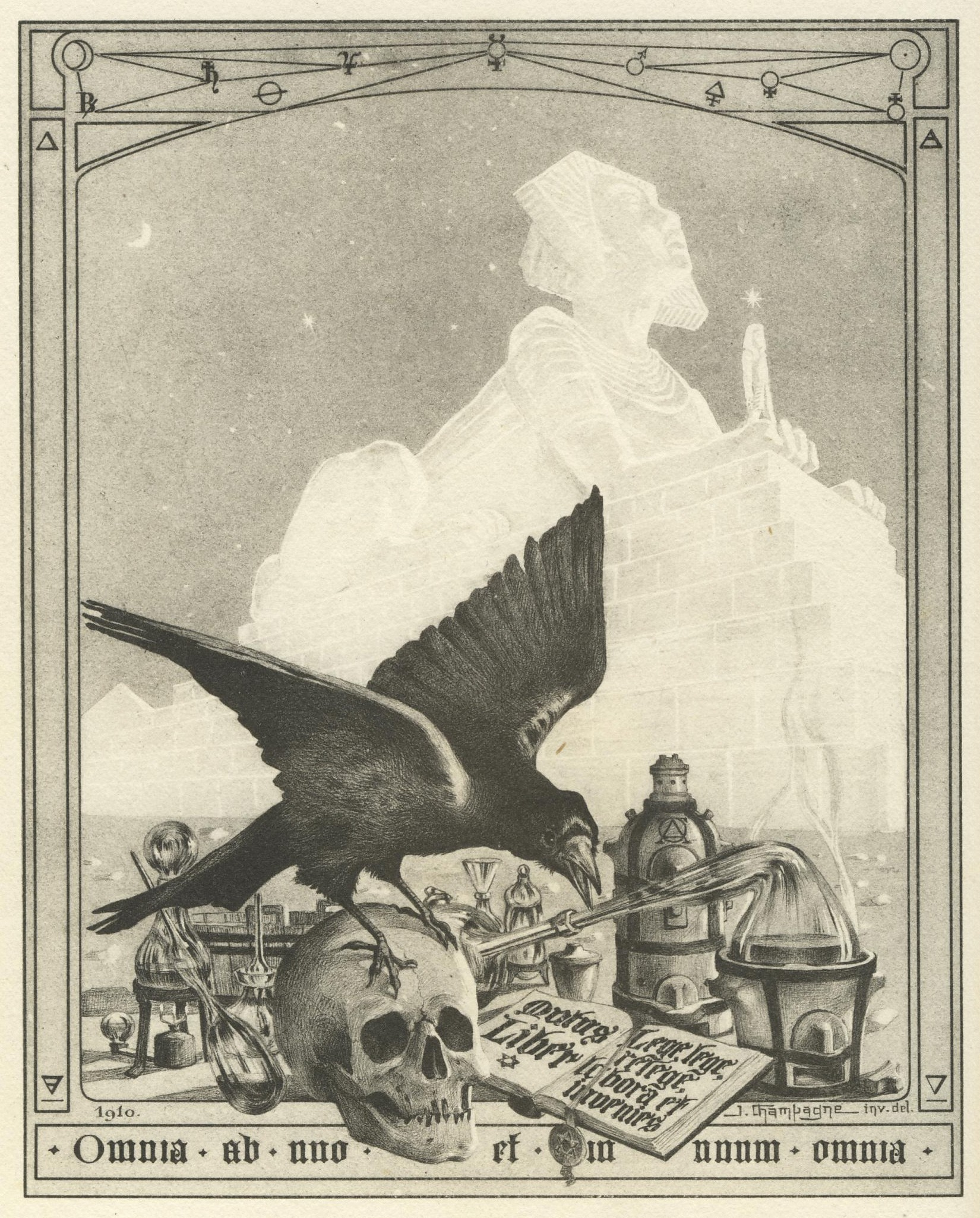
Frontespizio de Il mistero delle cattedrali (1926) con numerosi elementi allegorici alchemici

Fulcanelli (fl. XX secolo) è lo pseudonimo di un autore di libri di alchimia del XX secolo, la cui identità non è mai stata accertata. Lo pseudonimo utilizzato è formato dall'unione delle parole Vulcano ed Helio, due elementi che rimandano ai fuochi alchemici. Si è supposto potesse trattarsi di Jean Julien Champagne, o René Adolphe Schwaller de Lubicz, o Camille Flammarion, o Pierre Dujol o Jules Violle, fisico francese. Eugène Canseliet si è sempre dichiarato discepolo di Fulcanelli, che parlò sempre attraverso Canseliet, che a sua volta curò le prefazioni dei suoi libri.

## Storia
Fulcanelli pubblicò nel 1926 Il mistero delle cattedrali, sui simboli alchemici presenti nelle architetture delle antiche cattedrali gotiche, e nel 1930 Le dimore filosofali, relativamente alle altre costruzioni.
Canseliet afferma che Fulcanelli scrisse anche un terzo libro, Finis Gloriae Mundi, che gli fu consegnato per la pubblicazione ma che venne poi ritirato in un secondo tempo; il titolo di quest'ultimo libro fa riferimento a un dipinto di Juan de Valdés Leal conservato presso la chiesa della Santa Caridad a Siviglia e denominato proprio Finis Gloriae Mundi. Due sono le versioni di questo misterioso trattato, comunque affatto incompatibili e di dubbia provenienza: una apparve già nel 1988 sulla Tourbe des Philosophes e l'altra affidata a Jacques d'Ares "via internet". L'edizione italiana de Finis Gloriae Mundi, tradotta dal saggista Moreno Neri con il contributo di V.B., riporta nella prefazione il testo originale dell'email ricevuta da Jacques d'Ares indicando le motivazioni che hanno portato l'ignoto autore alla scelta del destinatario; altresì la traduzione in italiano è molto accurata e in alcuni casi è considerata più esplicativa del testo originale in francese, indubbiamente fondendosi senza soluzione di continuità ai primi due volumi. Il filo conduttore alchemico de Finis Gloriae Mundi è la cosiddetta via breve (ars brevis) e più volte vengono riprese nozioni alchemiche già trattate precedentemente ne Il mistero delle cattedrali o Le dimore filosofali in merito alla ars longa.
Filosofo perché amante della saggezza e quindi, istruito delle segrete operazioni della Natura, ne imitò i procedimenti. Il nome di filosofo in passato veniva dato a coloro che erano veramente istruiti dei procedimenti della Grande Opera. "La vostra preoccupazione sia quella di capire la Pietra dei Filosofi, e nel contempo otterrete il fondamento della vostra salute, il deposito delle ricchezze, la nozione della vera sapienza naturale e la conoscenza certa della natura".
Le opere di Fulcanelli furono considerate straordinarie perché "quale alchimista operativo nel senso più antico del termine ricostruiva, partendo dal simbolismo ermetico, i punti principali della Grande Opera illustrandone i principi teorici e la prassi sperimentale con un dettaglio e una precisione mai visti prima".
La fama di Fulcanelli ha raggiunto ogni continente e i suoi libri sono stati venduti in milioni di copie. Sicuramente l'alone di mistero che avvolge questa figura del secolo scorso ha contribuito a fomentare l'interesse verso il filosofo.
Le ipotesi più accreditate vedono i due collaboratori, il pittore Champagne e il discepolo Canseliet, dietro l'identità dell'alchimista, ma entrambi hanno sempre negato con fermezza. Un'altra versione vede Canseliet come ladro degli appunti del contemporaneo Schwaller de Lubicz, riorganizzati e pubblicati sotto falso nome. Entrambe le versioni sono in realtà improbabili, secondo lo studioso d'alchimia Cortesi, il quale non vede in queste tre figure la stessa conoscenza e lo stesso stile riscontrabili nelle opere del Fulcanelli e che non possono essere quindi scopiazzature del lavoro di de Lubicz o opera di un giovane iniziato come Canseliet. Un'improbabile ipotesi vede nell'identità Fulcanelli il famoso alchimista rinascimentale Nicolas Flamel, il quale dopo aver dedicato anni di studi sull'Elisir di lunga vita si crede sia giunto alla conclusione ed ora arrivato fino al secolo scorso con il nome appunto di Fulcanelli.
Secondo Louis Pauwels, Fulcanelli sopravvisse alla Seconda guerra mondiale e scomparve del tutto dopo la Liberazione di Parigi. Ogni tentativo di rintracciarlo fallì. Nell’agosto 1945, il servizio di controspionaggio americano G-2 chiese a Jacques Bergier di contattare un tenente colonnello incaricato di recuperare rapporti di ricerca tedeschi sull’energia atomica. Il colonnello, il cui nome rimase anonimo o fu dimenticato, voleva sapere dove si trovasse Fulcanelli. Bergier non poté rispondere e il colonnello si mostrò soddisfatto dalla mancanza di risultati.

### La guida di Fulcanelli
Canseliet indicava come Maestro teorico di Fulcanelli l’alchimista del XV secolo Basilius Valentinus, anche se l’iniziatore pratico potrebbe essere stata sua moglie. In una misteriosa lettera–talismano sul compimento della Grande Opera (attribuita a Valentine), Fulcanelli cita la moglie in due passaggi: «…Quando mia moglie mi comunicò la buona novella» e «…mia moglie, con l’inspiegabile intuizione dei sensitivi, fece un sogno davvero strano». Queste frasi mostrano quanto considerasse cruciale il suo ruolo nella realizzazione della Grande Opera.
Da questa lettera emerge che, parlando di un evento tanto importante quanto la Grande Opera, egli considerava sua moglie figura cruciale.

## Incontro a Parigi con Jacques Bergier
Walter Lang riferisce che Fulcanelli comunicò con Jacques Bergier per avvertire il fisico atomico francese André Helbronner dell’imminente impiego di armi nucleari. Secondo Fulcanelli, tali armi erano già state usate in passato, sia dall’umanità che contro di essa. Il professor Helbronner e Chevillon, tra gli altri, furono assassinati dalla Gestapo verso la fine della Seconda guerra mondiale.
L’incontro fra Jacques Bergier e Fulcanelli sarebbe avvenuto nel giugno 1937 in un laboratorio della Compagnia del Gas a Parigi. Secondo Neil Powell, questa è la traduzione del verbale originale del rendez-vous:

«State per raggiungere il successo, come del resto molti altri nostri scienziati di oggi. Permettetemi. State molto, molto attenti. Ve lo avverto… La liberazione della energia nucleare è più semplice di quanto crediate e la radioattività prodotta artificialmente può avvelenare l’atmosfera del nostro pianeta in pochissimo tempo: pochi anni. Inoltre, esplosivi atomici possono essere ricavati da pochi granelli di metallo, abbastanza potenti da distruggere intere città. Ve lo dico per esperienza: gli alchimisti lo sanno da sempre…
Non tenterò di dimostrarvi ciò che sto per dirvi, ma vi chiedo di riferirlo al signor Helbronner: certi allineamenti geometrici di materiali altamente purificati bastano a liberare forze atomiche senza ricorrere né all’elettricità né a tecniche di vuoto… Il segreto dell’alchimia è questo: c’è un modo di manipolare materia ed energia da produrre ciò che gli scienziati moderni chiamano “campo di forza”. Il campo agisce sull’osservatore e lo pone in una posizione privilegiata rispetto all’universo. Da questa posizione ha accesso a realtà ordinarie nascoste a noi da tempo e spazio, materia ed energia. Questo è ciò che chiamiamo Grande Opera.»

Quando Bergier chiese a Fulcanelli della Pietra filosofale, l’alchimista rispose: «…l’essenziale non è la trasmutazione dei metalli, bensì quella del praticante stesso. È un antico segreto che ogni secolo pochi riscoprono. Purtroppo, in pochi vi riescono…»
Nel dicembre 1938, i chimici tedeschi Otto Hahn e Fritz Strassmann inviarono un manoscritto a Naturwissenschaften riportando il ritrovamento del bario dopo bombardamento di uranio con neutronei. Lise Meitner e suo nipote Otto Robert Frisch interpretarono correttamente questi risultati come fissione nucleare.

## Rendez-vous in Spagna
Secondo Canseliet, il suo ultimo incontro con Fulcanelli avvenne nel 1953 (anni dopo la scomparsa), quando si recò in Spagna e fu condotto in un castello sulle montagne per un appuntamento con il suo ex Maestro. Canseliet lo aveva conosciuto come un anziano di ottant’anni, ma ora il Maestro era ringiovanito e fisicamente mutato: era divenuto una creatura androgina, chiamata da Fulcanelli Androgino Divino. L’incontro fu breve e Fulcanelli scomparve nuovamente senza lasciare tracce.

## La Cabala fonetica
Secondo Fulcanelli, la Cabala fonetica (termine da lui coniato per un uso speciale del linguaggio, basato su somiglianze fonetiche e altre tecniche simboliche per espandere la portata espressiva delle parole) non è la Cabala ebraica; perfino l’etimologia è diversa: Cabala deriva dal latino caballus, un cavallo, come nel Cavallo di Troia nell’Iliade. È fondamentalmente omofonica e simfonica più che numerica; si basa su assonanza fonetica e risonanza per richiamare lo spirito della Gaia scienza secondo i deità dell’antica Grecia nelle denominazioni sacre. Secondo Walter Lang, autore dell’introduzione all’edizione inglese de Le Mystère des Cathédrales, i principi base della Cabala fonetica si ritrovano nel Magnum Opus di Fulcanelli.

## Citazioni di Fulcanelli nella cultura e nella letteratura contemporanea
- Un brano di Frank Zappa è intitolato But who was Fulcanelli? nel secondo disco dell'album Guitar.
- Fulcanelli viene menzionato nel libro L'alchimista di Paulo Coelho.
- Fulcanelli viene citato nel libro Il mattino dei maghi di Louis Pauwels e Jacques Bergier.
- Fulcanelli è protagonista degli antefatti narrati nel film Cronos (1992) di Guillermo del Toro.
- Fulcanelli è alla base del romanzo di Henri Loevenbruck Le mystère Fulcanelli (2013), che ha vinto il premio del romanzo esoterico nel 2014.
- Fulcanelli viene menzionato nel libro La chiave Gaudí di Estéban Martín e Andreu Carranza.
- Fulcanelli viene menzionato nel romanzo La mappa di pietra di James Rollins.
- Fulcanelli viene menzionato nel romanzo Il pendolo di Foucault di Umberto Eco.
- Fulcanelli viene menzionato nel romanzo La cospirazione Fulcanelli di Scott Mariani.
- Fulcanelli viene menzionato nel fumetto Nemrod - I cacciatori della Bestia 666 di Andrea Aromatico e Fabio Celoni.
- Fulcanelli viene menzionato nel fumetto Martin Mystère Gigante 1 - Il segreto di San Nicola di Alfredo Castelli e Giancarlo Alessandrini.
- Fulcanelli viene menzionato nel romanzo Tennis e Nuvole di Mario Coloretti e Roberto Tassoni.
- Fulcanelli viene menzionato più volte nel film La chiesa di Michele Soavi.
- Fulcanelli viene menzionato più volte nel film Zeder di Pupi Avati.
- Fulcanelli è il nome del primo brano contenuto nel sesto volume delle jam session improvvisate Volume del gruppo rock Bardo Pond.
- Fulcanelli viene citato nel libro Il fuoco segreto di Martin Langfield.
- Nel racconto Il nuovo libraio contenuto nella raccolta L'ultima lacrima di Stefano Benni viene menzionato un alchimista e storico di nome Verga Fulcanelli Antieri Guillermo.
- Fulcanelli viene menzionato da Nathan Drake nel romanzo Uncharted - Il quarto labirinto, romanzo tratto dalla serie di videogiochi Uncharted.
- Fulcanelli viene menzionato nel libro Il gioco del mondo di Julio Cortázar.
- Fulcanelli viene menzionato nel libro Abbacinante. Il corpo di Mircea Cărtărescu.
- Fulcanelli viene citato nel numero 178 della serie a fumetti Julia - Le avventure di una criminologa.
- Fulcanelli e il suo Le dimore filosofali sono citati nel romanzo Polvere d'agosto di Hans Tuzzi

## Scritti

### Alcune edizioni francesi
- Le Mystère des cathédrales, Paris, J. Schemit, 1926;
- Le Mystère des cathédrales et l'Interprétation ésoterique des symboles hermétiques du grand œuvre, avec trois préfaces de Eugène Canseliet, illustrations ... de Pierre Jahan et un frontespice de Julien Champagne, Paris, J.-J. Pauvert, 1964;
- Les Demeures philosophales et le Symbolisme hermétique dans ses rapports avec l'art sacre et l'ésoterisme du grand œuvre, préface de Eugène Canseliet, ouvrage illustré de quarante-trois planches d'après les dessins de Julien Champagne,  Ed. nouvelle et augmentée Paris, Omnium littéraire, 1960;

### Edizioni italiane
- Il mistero delle cattedrali e l'interpretazione esoterica dei simboli ermetici della Grande Opera, con tre prefazioni di Eugene Canseliet, ed. ampliata, Roma, Edizioni mediterranee, 1972, 1988, 1996; e anche: Nuova edizione italiana tradotta e annotata a cura di Paolo Lucarelli, con i disegni originali di Julien Champagne, Roma, Edizioni Mediterranee, 2005.
- Le dimore filosofali e il simbolismo ermetico nei suoi rapporti con l'arte sacra e l'esoterismo della Grande Opera, con tre prefazioni di Eugene Canseliet,  ed. ampliata, Roma, Edizioni Mediterranee, 1973.
- Finis Gloriæ Mundi, prefazione di Jacques d'Ares, con una presentazione di Mariano Bizzarri, traduzione, note e iconografia a cura di Vinicio Bizzarri e Moreno Neri, Roma, Edizioni Mediterranee, 2007.